# 刘少斌
刘少斌（？—1991年），本名刘雨晨，绰号刘包了，男，汉族，京东大鼓表演艺术家，京东大鼓创始人刘文斌之子，曾为其父亲充当演出时的琴师，20世纪60年代加入天津市南开区曲艺团，任乐队伴奏，后调入天津市曲艺团，演出京东大鼓时，可自弹自唱，右手边弹弦边击鼓，左腿打板。于1991年辞世。